# Rowland Hill
För andra betydelser, se Rowland Hill (olika betydelser).
Rowland Hill, född 3 december 1795 i Kidderminster i Worcestershire, död 27 augusti 1879 i Hampstead i London, var en brittisk skolman och reformator av postväsendet.
Hill började vid 12 års ålder undervisa i sin fars, Thomas Wright Hills, skola vid Hilltop nära Birmingham och hade sedermera ledningen av skolan (som 1819 flyttades till Hazelwood, nära Birmingham) till 1833. Huvuddragen i det skolsystem, som han där tillämpade, utvecklades i Plans for the Government and Liberal Instruction of Boys in Large Numbers (1822; andra upplagan 1825). De var, att gossarna skulle ges så mycket självstyrelse och bedriva så mycket självstudier som möjligt. Metoden gav ett mycket gott resultat, och systemet vann efterföljd i andra länder, bland annat i Sverige (Hillska skolan på Barnängen i Stockholm).
År 1835 började Hill uppträda med reformplaner rörande postväsendet, som 1839 gillades av regeringen och ledde till att frimärket infördes. Han erhöll 1839 en plats i skattkammaren för att övervaka genomförandet av sina reformer, men förlorade den 1841, då liberalerna avgick. En nationalsubskription föranstaltades då åt honom och inbragte 13 360 pund. År 1846 blev han sekreterare åt generalpostmästaren och 1854 förste sekreterare. När han 1864 tog avsked, erhöll han av parlamentet en gåva av 20 000 pund; 1860 hade han erhållit knightvärdighet. Han ligger begraven i Westminster Abbey.